# Banka Koper Slovenia Open
A Banka Koper Slovenia Open egy 2005 és 2010 között megrendezett női tenisztorna volt a szlovéniai Portorožban.
A verseny 2008-ig Tier IV-es kategóriájú volt, 2009-től pedig az International tornák közé tartozott. 2011–2020 között a tornát nem rendezték meg. 2021-től WTA 250 kategóriájú tornaként ismét felkerült a versenynaptárba. Összdíjazása 250 000 amerikai dollár. Az egyéni főtáblán harminckét játékos szerepel, a mérkőzésekre kemény borítású pályán kerül sor. A legutóbbi, 2022-es tornát a cseh Kateřina Siniaková nyerte meg.

## Döntők

### Egyéni
| Év                    | Győztes            | Ellenfél a döntőben     | Eredmény a döntőben |
| ↓ Tier IV ↓           | ↓ Tier IV ↓        | ↓ Tier IV ↓             | ↓ Tier IV ↓         |
| --------------------- | ------------------ | ----------------------- | ------------------- |
| 2005                  | Klára Koukalová    | Katarina Srebotnik      | 6–2, 4–6, 6–3       |
| 2006                  | Tamira Paszek      | Maria Elena Camerin     | 7–5, 6–1            |
| 2007                  | Tatiana Golovin    | Katarina Srebotnik      | 2–6, 6–4, 6–4       |
| 2008                  | Sara Errani        | Anabel Medina Garrigues | 6–3, 6–3            |
| ↓ WTA International ↓ |                    |                         |                     |
| 2009                  | Gyinara Szafina    | Sara Errani             | 6–7(5), 6–1, 7–5    |
| 2010                  | Anna Csakvetadze   | Johanna Larsson         | 6–1, 6–2            |
| 2011–20               | Nem rendezték meg  | Nem rendezték meg       | Nem rendezték meg   |
| ↓ WTA 250 torna ↓     |                    |                         |                     |
| 2021                  | Jasmine Paolini    | Alison Riske            | 7–6(4), 6–2         |
| 2022                  | Kateřina Siniaková | Jelena Ribakina         | 6–7(4), 7–6(5), 6–4 |

### Páros
| Év                    | Győztesek                                      | Ellenfelek a döntőben                       | Eredmény a döntőben |
| ↓ Tier IV ↓           | ↓ Tier IV ↓                                    | ↓ Tier IV ↓                                 | ↓ Tier IV ↓         |
| --------------------- | ---------------------------------------------- | ------------------------------------------- | ------------------- |
| 2005                  | Anabel Medina Garrigues Roberta Vinci          | Jelena Kostanić Katarina Srebotnik          | 6–4, 5–7, 6–2       |
| 2006                  | Lucie Hradecká Renata Voráčová                 | Eva Birnerová Émilie Loit                   | visszaléptek        |
| 2007                  | Lucie Hradecká Renata Voráčová                 | Andreja Klepač Jelena Lihovceva             | 5–7, 6–4, [10–7]    |
| 2008                  | Anabel Medina Garrigues Virginia Ruano Pascual | Vera Dusevina Jekatyerina Makarova          | 6–4, 6–1            |
| ↓ WTA International ↓ |                                                |                                             |                     |
| 2009                  | Julia Görges Vladimíra Uhlířová                | Camille Pin Klára Koukalová                 | 6–4, 6–2            |
| 2010                  | Marija Kondratyjeva Vladimíra Uhlířová         | Anna Csakvetadze Marina Eraković            | 6–4, 2–6, [10–7]    |
| 2011–20               | Nem rendezték meg                              | Nem rendezték meg                           | Nem rendezték meg   |
| ↓ WTA 250 torna↓      |                                                |                                             |                     |
| 2021                  | Anna Kalinszkaja Tereza Mihalíková             | Aleksandra Krunić Lesley Pattinama Kerkhove | 4–6, 6–2, [12–10]   |
| 2022                  | Marta Kosztyuk Tereza Martincová               | Cristina Bucșa Tereza Mihalíková            | 6–4, 6–0            |